# Gaetano De Sanctis

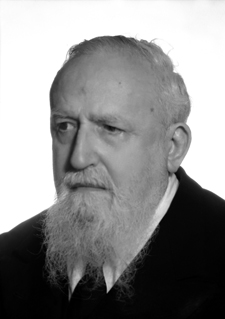
Gaetano De Sanctis

Gaetano De Sanctis (* 15. Oktober 1870 in Rom; † 9. April 1957 ebenda) war ein italienischer Althistoriker. 

## Werdegang
De Sanctis stammte aus einer Familie, die in der Verwaltung des Kirchenstaats gedient hatte und den italienischen Einheitsstaat von 1861 ablehnte. Nach dem Besuch einer kirchlichen Schule legte er die Abiturprüfung als Externer ab und studierte an der Universität Rom bei Karl Julius Beloch. Nach der laurea 1892 erhielt er 1895 ein Reisestipendium für Griechenland. Nach der Rückkehr erwarb er die libera docenza, doch eine Berufung auf den Lehrstuhl für Alte Geschichte an der Universität Padua scheiterte am Einspruch des Ministeriums. 1899 begleitete er Federico Halbherr bei seinen Grabungen auf Kreta. 1900 erhielt er den Lehrstuhl für Alte Geschichte an der Universität Turin. In der Zwischenzeit waren seine Geschichte der athenischen Republik und Studien zum Lapis Niger erschienen. In Turin wandte er sich der römischen Geschichte zu, zuerst mit einer heftigen Kritik an Guglielmo Ferrero. Seine Gegnerschaft zum Eintritt Italiens in den Ersten Weltkrieg spiegelte sich auch im Buch über die Punischen Kriege wider. Für die Nachfolge Belochs, der nach Kriegsausbruch Lehrverbot erhalten hatte und nach Caporetto abgesetzt worden war, schien De Sanctis die Mehrheit der Berufungskommission auf seiner Seite zu haben, der Unterrichtsminister Agostino Berenini ernannte jedoch Ettore Pais als Nachfolger. 
De Sanctis engagierte sich im Partito Popolare Italiano, unterlag jedoch zweimal bei den Wahlen zum Abgeordnetenhaus; seine Wahl in den Turiner Stadtrat wurde 1920 wegen eines Formfehlers annulliert. Von der Monarchie erhoffte er sich Widerstand gegen den Faschismus. 1923 rief er mit Augusto Rostagni die neue Serie der Rivista di Filologia e di Istruzione Classica ins Leben. Im Akademischen Jahr 1928/29 endete die Lehrtätigkeit Belochs, der auf Betreiben von Giovanni Gentile wieder in sein Amt eingesetzt worden war, und De Sanctis wurde als Nachfolger auf den Lehrstuhl für Griechische Geschichte an der Universität Rom berufen. Für den zweiten Band der Propyläen Weltgeschichte von Walter Goetz schrieb er einen Beitrag über den römischen Imperialismus, der im italienischen Original nicht veröffentlicht wurde.
Da De Sanctis die Treueide auf den Faschismus verweigerte, wurde er 1931 als Professor suspendiert und 1935 aus der Accademia dei Lincei ausgeschlossen, der er seit 1920 als korrespondierendes Mitglied und seit 1932 als socio nazionale angehörte. 1945 wurde er wie die anderen ausgeschlossenen Antifaschisten oder Juden per Gesetz wieder aufgenommen. Seinen römischen Lehrstuhl hatte er bereits 1944 auf Lebenszeit wiedererhalten. 1950 wurde Gaetano De Sanctis zum Senator auf Lebenszeit ernannt. Von 1947 bis 1954 war er Präsident des Istituto dell’Enciclopedia Italiana. Die Académie royale des Sciences, des Lettres et des Beaux-Arts de Belgique nahm ihn im Dezember 1929 als assoziiertes Mitglied (Élu associé) auf. 1952 wurde er korrespondierendes Mitglied der British Academy und 1953 auswärtiges Mitglied der Académie des Inscriptions et Belles-Lettres.